# Liste der Monuments historiques in Bollène
Die Liste der Monuments historiques in Bollène führt die Monuments historiques in der französischen Gemeinde Bollène auf.

## Liste der Bauwerke
| Bezeichnung                                                                                                   | Beschreibung | Standort                       | Kennzeichnung | Schutzstatus                           | Datum     | Bild           |
| --- | ------------ | ------------------------------ | ------------- | -------------------------------------- | --------- | -------------- |
| Fort de Barry                                                                                                 |              | Le Barry (Lage)                | PA00081973    | Inscrit                                | 1927      | weitere Bilder |
| Hôtel d’Alauzier Garten, Springbrunnen, Wasserbecken, Treppe, Nische, Salon, Fassade, Dach, Mauer, Innendekor |              | 6, rue Chabrières (Lage)       | PA00081974    | Classé Inscrit                         | 1978      |                |
| Hôtel d’Alauzier-Guilhermier Treppe, Schornstein, Fassade, Dach, Innendekor                                   |              | rue du Plan-de-Grignan (Lage)  | PA00081975    | Inscrit                                | 1979      |                |
| Hôtel de Faucher Treppe, Fassade, Treppengeländer, Dach                                                       |              | rue du Peuple (Lage)           | PA00081976    | Inscrit                                | 1970      | weitere Bilder |
| Hôtel de Justamond Saal, Fassade                                                                              |              | 9, rue Frédéric-Mistral (Lage) | PA00081977    | Inscrit                                | 1970      | weitere Bilder |
| Kapelle Notre-Dame-du-Pont                                                                                    |              | avenue Sadi Carnot (Lage)      | PA00081967    | Inscrit                                | 1981      |                |
| Kapelle St-Ariès                                                                                              |              | Saint Ariès (Lage)             | PA00081969    | Inscrit                                | 1981      | weitere Bilder |
| Kollegiatkirche St-Martin                                                                                     |              | Colline du Puy (Lage)          | PA00081971    | Classé                                 | 1909      | weitere Bilder |
| Maison Cardinale                                                                                              |              | petite rue de la Tour (Lage)   | PA00081978    | Inscrit Classé                         | 1947 2016 | weitere Bilder |
| Maison de la Tour und Gefangenenturm                                                                          |              | 1 rue de la Tour (Lage)        | PA84000071    | Inscrit                                | 2015      |                |
| Pfarrkirche St-Martin                                                                                         |              | rue de la Paix (Lage)          | PA00081972    | Inscrit                                | 1976      |                |
| Rekollektenkapelle                                                                                            |              | (Lage)                         | PA00081968    | Inscrit                                | 1930      |                |
| Tour de Bauzon und Kapelle St-Blaise Kapelle, Turm                                                            |              | Saint Blaise (Lage)            | PA00081979    | Classé                                 | 1964      | weitere Bilder |
| Ursulinenkloster Kapelle, Tür, Treppe, Treppengeländer, Innendekor, Flügel                                    |              | rue Alexandre-Blanc (Lage)     | PA00081970    | Classé Inscrit                         | 1984      | weitere Bilder |
| Wasserkraftwerk André-Blondel Energieerzeugungsanlage, Maschinenraum, Eingangshalle, Fassade                  |              | quartier l’Usine (Lage)        | PA00082223    | Inscrit Label Patrimoine du XXe siècle | 1992      | weitere Bilder |

## Liste der Objekte
- Monuments historiques (Objekte) in Bollène in der Base Palissy des französischen Kulturministeriums (französisch)